# Teodor Tomàs Palomar

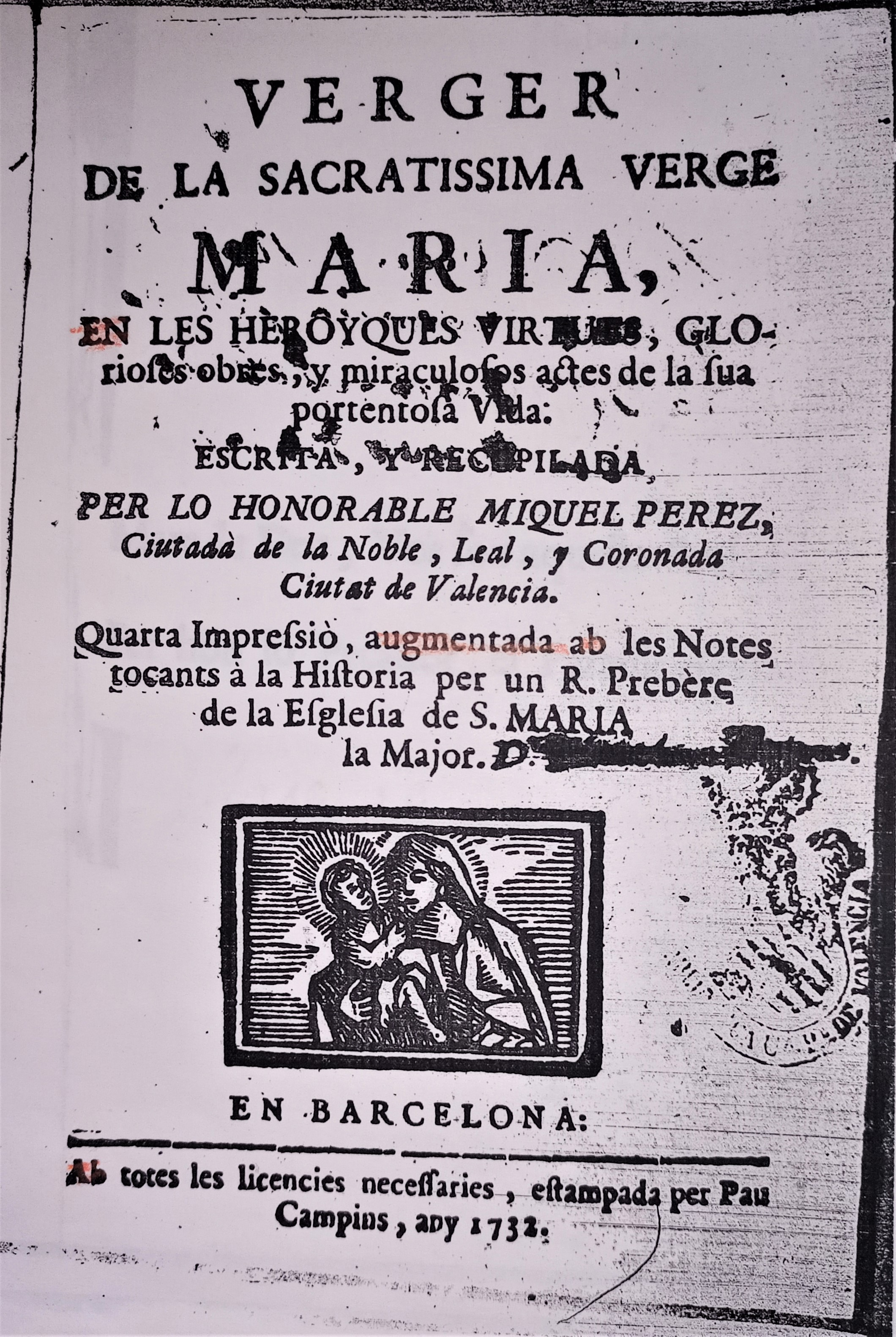
Portada del Verger de la Sacratíssima Verge Maria (Pau Campins, Barcelona, 1732).

Teodor Tomàs Palomar (València, 1677 - València, 18 de setembre de 1748) fou un canonge de la Catedral de València, teòleg, mecenes i editor valencià.

## Biografia[1]

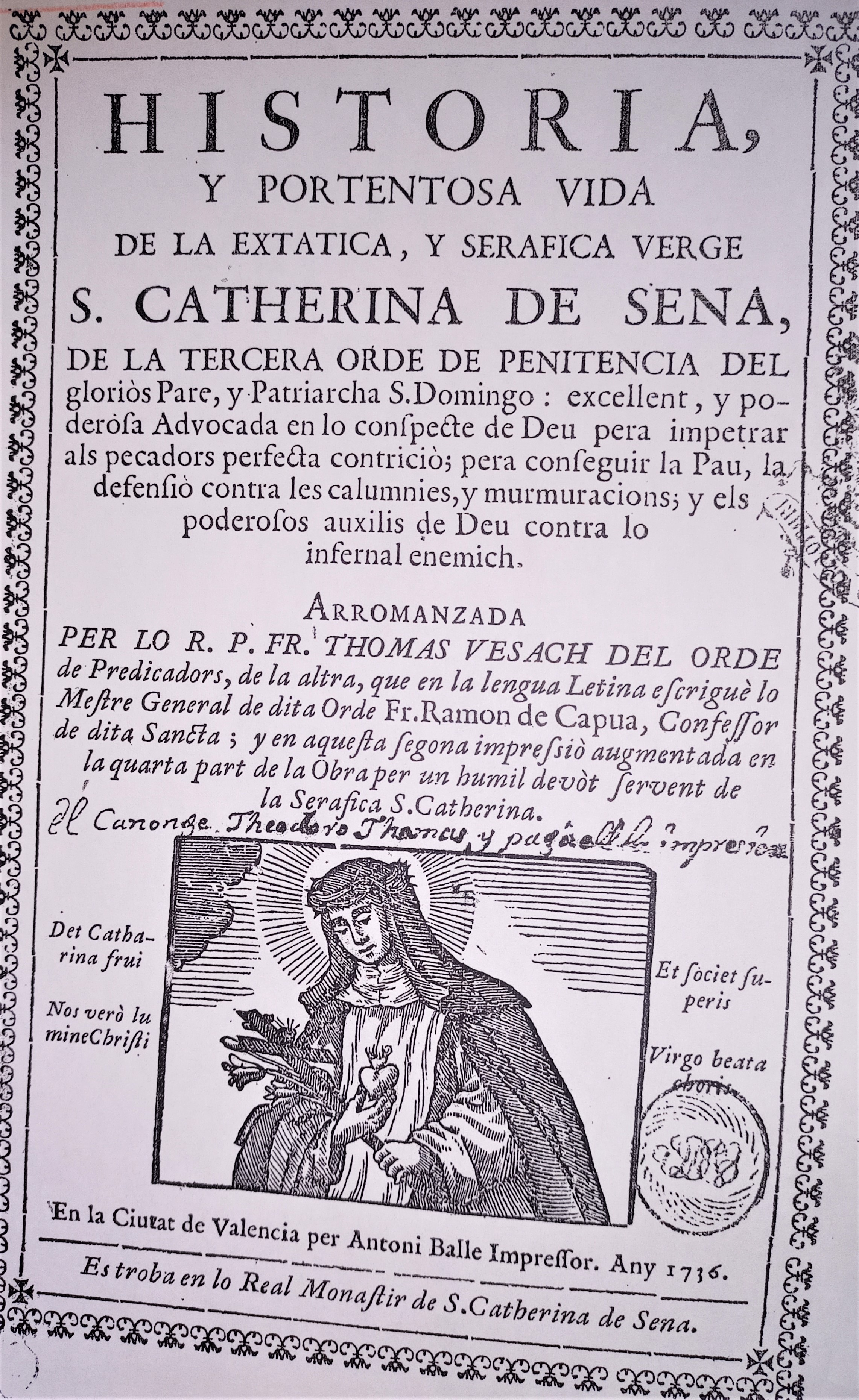
Portada de la Història de sancta Caterina de Sena (Antoni Balle, València, 1736).

Tomàs obtingué el grau de mestre en arts el 1693, i es graduà com a doctor en teologia per la Universitat de València el 1699. Va ser elegit canonge el 19 de maig de 1723. Va compaginar la seua canongia amb les tasques de qualificador del Sant Ofici i confessor dels seus presos, rector del Col·legi dels Sants Reis, examinador sinodal de l'Arquebisbat de València i superintendent de cerimònies i prevere beneficiat de l'església de Sant Pere Màrtir i Sant Nicolau. Durant algun temps regentà una càtedra d'Escriptura a la Universitat de València. Morí a la capital, el 18 de setembre de 1748, a l'edat de 71 anys.
D'acord amb el seu testament, datat dos dies abans de morir, tots els seus béns passaren a l'església de Sant Joan de l'Hospital, on va ser soterrat, exactament davant el retaule de Sant Teodor i Sant Tomàs, que era una donació seua de 1727. Amb el temps, però, els familiars de Tomàs (especialment, la germana Teresa Tomàs, i després els fills i nets d'aquesta) pledejaren amb el clergat de Sant Joan sobre la successió dels béns del canonge. Després de diverses sentències, s'arribà a la concòrdia final el dia 11 de juny de 1770.
Un aspecte interessant i curiós de Tomàs és la meticulositat amb què anotava les seues despeses personals. Així coneixem l'estima que sentia per Sant Joan de l'Hospital i el seu gust pels llibres, pels animals, pel menjar i per la roba. També tenim notícia de com era sa casa i de la seua propensió a fer almoines i a ajudar estudiants pobres. Era també amic d'algun caprici, com ara festejar amb llepolies la seua elecció com a canonge, assistir a corregudes de bous o celebrar amb pirotècnia el dia del seu sant.
Però convé realçar el gust de Tomàs per l'art i pels llibres, plasmat en la donació, quan va accedir a la canongia, de quatre retaules: a Sant Joan de l'Hospital, a l'ermita de Santa Anna d'Albal (1724) i dos a la Catedral de València (1725 i 1729).
Quant als llibres, ens consta que Tomàs hi dedicava quantitats importants de diners i que n'importava, especialment de França. La seua biblioteca en va arribar a contenir 1495, la majoria en llatí. Els títols valencians eren la «Crònica o descripció dels fets e hazanyes del ínclit D. Jaume primer, rey de Aragó» de Ramon Muntaner (València, 1558), el «Libre de capítols ab los quals se arrenden los drets reals que té sa Majestat en la Governació de Oriola y Alacant» de Lluís d'Ocaña (Oriola, 1613), el «Verger de la sacratíssima Verge Maria» de Miquel Péreç (Barcelona, 1732) i «Lo libre de les dones» de Jaume Roig (València, 1735). Tot plegat ens dibuixa el canonge Tomàs com un clergue refinat i amant de la cultura.
Però sobretot Tomàs es dedicà a la reescriptura i edició d'obres medievals hagiogràfiques en llengua catalana. Aquesta tasca la concebé com un exercici d'actualització lingüística i d'assentament doctrinal; això comportà que el canonge farcira amb altres passatges les seues edicions, que ampliara alguns capítols o parts, que glossara mots dels llibres medievals sense suprimir-los i que n'eliminara fragments poc consistents doctrinalment, sobretot a causa del seu caràcter supersticiós. En concret, els dos llibres que el canonge edità, després d'haver-los modificat com hem explicat, foren el «Verger de la sacratíssima Verge Maria» (Barcelona, 1732) i la «Història y portentosa vida de la extàtica y seràfica verge sancta Catherina de Sena» (València, 1736). El primer, com a actualització de la «Vida de la sacratíssima Verge Maria» de Miquel Péreç, i el segon, de la «Vida de la seràphica sancta Catherina de Sena» de Ramon de Càpua, en traducció deguda a fra Tomàs Vesach. Podem concloure que el treball de Tomàs confirma l'existència en el segle xviii d'uns lectors interessats en la literatura hagiogràfica valenciana, escrita en un model lingüístic culte; i també prova que el mercat del llibre i de la cultura no era restringit per les fronteres polítiques, sinó que s'estenia de manera natural entre València i Barcelona.